# سيزار دي دييغو
سيزار دي دييغو (18 يونيو 1924 – 1 يوليو 2015) هو مبارز بالسيف إسباني راحل، مثّل بلاده في الألعاب الأولمبية الصيفية 1960.

## روابط خارجية
سيزار دي دييغو على موقع أوليمبيديا (الإنجليزية)